# Nova Esperança do Sudoeste
Nova Esperança do Sudoeste es un municipio brasileño del estado de Paraná. Su población estimada en 2004 era de 5.187 habitantes.